# Xanthostemon sebertii
Espèce
Classification APG II (2003)
Statut de conservation UICN

 EX  : Éteint
Xanthostemon sebertii est une espèce de plantes à fleurs de la famille des Myrtaceae. C'est un arbuste endémique de Nouvelle-Calédonie et considérée comme éteinte par l'Union internationale pour la conservation de la nature (UICN) depuis 1998. Néanmoins, l'Association Endémia en recense quelques individus sur son site internet, trouvés en baie de Prony en 2006.
C'est un arbuste de 4 à 7 m présent à une altitude allant de 10 à 100 m dans la forêt ou le maquis .